# التفات عزيز
التفات عزيز( 1962-) ممثلة كاتبة ومخرجة عراقية

## حياتها
ولدت في ناحية المشخاب بمحافظة النجف الأشرف، تخرجت في معهد الفنون الجميلة ودرست في أكاديمية الفنون الجميلة لغاية المرحلة الثالثة حيث تركت الدراسة عام 1990 بسبب ظروف حرب الخليج الثانية، هي شقيقة اللاعب علي عزيز

### حياتها الأسرية
تزوجت من المخرج عدنان إبراهيم ورزقت منه بابنتها "كرمل"، وانفصلت منه ثم تزوجت من الفنان طالب القرة غولي وأنجبت منه ابنتها "أنغام طالب" و"زينب" ثم انفصلت عنه ثم تزوجت من الممثل العراقي حكيم جاسم وانجبت منه ابنها "سجّاد" وانفصلت عنه أيضاً.

## مسيرتها الفنية
بدايتها في التمثيل كانت وهي طالبة في معهد الفنون الجميلة نهاية السبعينيات من القرن العشرين، عندما جسدت الشخصية الرئيسة في تمثيلية السهرة (خيط البريسم ) للمخرج عدنان إبراهيم ليختارها المخرج السينمائي قاسم حول في فيلمه الروائي بيوت في ذلك الزقاق. أما بداياتها في المسرح فكانت عام 1981 في مسرحية ملا عبود الكرخي مع الفنان الراحل يوسف العاني واخراج سامي عبد الحميد. انتسبت إلى نقابة الفنانين العراقيين وكذلك إلى نقابة المنتجين العرب. شاركت في العديد من المهرجانات العربية

## أعمالها

### في التلفزيون
| سنة الإنتاج | اسم المسلسل            | الشخصية   |
| ----------- | ---------------------- | --------- |
| 2010        | العبور إلى النهر       | (عواطف)   |
| 2007        | بنت النور              |           |
| 1995        | أمنيات النساء          |           |
| 1995        | الغريبة والهنوف        |           |
| 1993        | خيوط من الماضي         |           |
| 1993        | عزيزة                  |           |
| 1992        | الهروب إلى المجهول     |           |
| 1990        | آن الأوان              |           |
| 1989        | الأماني الضالة         |           |
| 1988        | نادية                  |           |
| 1985        | دائما نحب              |           |
| 1985        | علاء الدين أبو الشامات | (كهرمانة) |
| 1984        | حكايات جدتي            |           |
| 1983        | أجنحة الثعالب          |           |
| 1984        | جلوة راكان             |           |
| 1981        | طيور على الماء         | (حياة)    |
| 1981        | قصص خليجية             |           |
|             | أربعة على الطريق       |           |
|             | السر الغامض            |           |
|             | الغريبان               |           |
|             | القضوة                 |           |
|             | القمر والذئاب          |           |
|             | محطات الذاكرة          |           |
|             | الريح والرماد          |           |
|             | قلوب تسكنها المحبة     |           |
|             | الحرير ودائرة الشوك    |           |
|             | جذور وأغصان            |           |
|             | شمس البوادي            |           |
|             | الغريبان               |           |
|             | المجاريح               |           |
|             | أحلام الخوف            |           |
|             | عمر ابن أبي ربيعه      |           |
|             | الخطوة الواثقة         |           |
|             | بنت البادية            |           |
|             | الصدى                  |           |
|             | فائز التوش             |           |
|             | طيور على الماء         |           |

### في المسرح
| سنة الإنتاج | المسرحية              | الشخصية |
| ----------- | --------------------- | ------- |
| 2008        | كرة الثلج             |         |
| 2006        | بحور الحنين           |         |
| 2004        | صباح الخير أيها الليل |         |
| 1985        | مقامات أبو سمرة       |         |

### في السينما
| سنة الإنتاج | الفيلم             | الشخصية |
| ----------- | ------------------ | ------- |
| 1990        | السيد المدير       |         |
| 1977        | بيوت في ذلك الزقاق |         |

### في الإخراج
- قبل فوات الآوان
- أوركسترا
- رحلة أمينة
- العبور إلى النهر
- الأمبراطور
- الريح والرمال
- مو للبيع

### في الكتابة
- 2010:الفرار إلى النهر (مسلسل)
- قبل فوات الاوان(سهرة تلفزيونية)
- استقالة (سهرة تلفزيونية)
- فاتن(سهرة تلفزيونية)
- غربة(سهرة تلفزيونية)[3]